# سيد يحيى شاه
سيد يحيى شاه سياسي وباحث باكستاني من غلغت بلتستان.

## النشأة
ولد شاه في مينابين باكستان. حصل على تعليمه المبكر في نومال وجيلجيت، والتحق بالمدرسة الثانوية في أستور وكشمير. ثم درس في كلية إدواردز في بيشاور. عند عودته إلى جيلجيت عمل استاذا في ثانوية جيلجيت.

## الحياة السياسية
انتخبه شعب ناجار ليصبح أول عضو منتخب في الجمعية التشريعية لجيلجيت بالتستان من ناجار. لقد لعب دورًا نشطًا في جعل منطقة هونزا-ناجار في جيلجيت بالتستان.

## العمل الخيري
بالإضافة إلى حياته السياسية، عمل سيد يحيى ناشطًا رائدًا في مجال الحفاظ على الطبيعة في جيلجيت بالتستان. كان أول شخص يقدم برنامج صيد الغنيمة في وادي بار في ناجار، والذي تم دعمه من قبل الاتحاد الدولي لحفظ الطبيعة، والصندوق العالمي للطبيعة وحكومة باكستان وتكراره المجتمعات والقرى الأخرى في جيلجيت بالتستان. لقد أنقذ العديد من نمور الثلج في ناغار عندما تم القبض عليهم لقتلهم من قبل القرويين.
عمل سيد أيضًا في العديد من المشاريع الخيرية لتحسين منطقته. بدأ ربط ينبوع دافئ في جبال دياتر في كاراكورام بوادي بار في ناجار بالتعاون مع الصندوق العالمي للطبيعة، والذي لم يوفر طاقة الوقود فحسب، بل قلل أيضًا من الأمراض التي تصيب النساء بسبب غسل الملابس في الماء البارد أثناء الطقس البارد.قاد المجتمع إلى تركيب خط أنابيب أعاد ربط قناة المياه المكسورة بعد 150 عامًا من التصحر. شارك سيد يحيى شاه في توثيق تاريخي للقوانين العرفية في الحفاظ على الطبيعة في جيلجيت بالتستان، وهو مشروع تابع لـ الصندوق العالمي للطبيعة وحكومة باكستان.